# Teatro Goya
El Teatro Goya es un teatro de la ciudad de Barcelona, ubicada en la sede del Centro Aragonés de Barcelona, en la calle de Joaquín Costa 68, en función desde 1916.

## Historia
Fundado en 1914, el Teatro Goya no empezaría su actividad teatral hasta dos años más tarde, como sala de actos y espectáculos del Centro Aragonés de Barcelona. Se inauguró el 15 de septiembre de 1916 con La dicha ajena de Antoni Torner y desde entonces ha acogido primeras figuras de la escena, como Margarita Xirgu, la compañía de la cual actuó a menudo.
En 1921 se estrenó Dama Isaura (después conocida como La dama del amor indómito) de Joan Puig i Ferreter El 20 de marzo de 1925 se estrenó La cabeza de Bautista, de Ramón María de Valle-Inclán, y en 1927 se hizo el estreno absoluto de Mariana Pineda de Federico García Lorca, con Margarita Xirgu. También esta actriz actuó al estreno absoluta de La corona, obra de Manuel Azaña, en 1931.
En los primeros años, era muy frecuentado por compañías de Madrid que representaban las novedades. En este teatro actuó también Carlos Gardel.

### Cine Goya
Desde los primeros años, alternó el teatro con proyecciones cinematográficas. Desde el 7 de octubre de 1932 aconteció exclusivamente sala de cine, con el nombre de Cine Goya. En 1939 empezaron obras de reforma y ya no volvió a abrir como cine hasta 1947.

### Segunda etapa
El junio de 1986 terminó su etapa como cine (la última película fue Jaws) y ese mismo octubre recuperó la actividad teatral. Desde entonces, por Goya han pasado grandes éxitos de la cartelera barcelonesa como los protagonizados por Paco Morán, las hermanas Gutiérrez Caba, Núria Espert, Maria Jesús Valdés, Àngels Gonyalons, Pepe Rubianes, etc.

### Tercera etapa
El 2004 cerró y estuvo a punto de desaparecer. El Grupo Foco lo arrendó y lo abrió de nuevo el 2008, bajo la dirección artística de Josep Maria Pou Desde el año 2012 es patrocinado por la empresa catalana Codorníu, recibiendo oficialmente el nombre de Teatro Goya Codorníu.

## Edificio

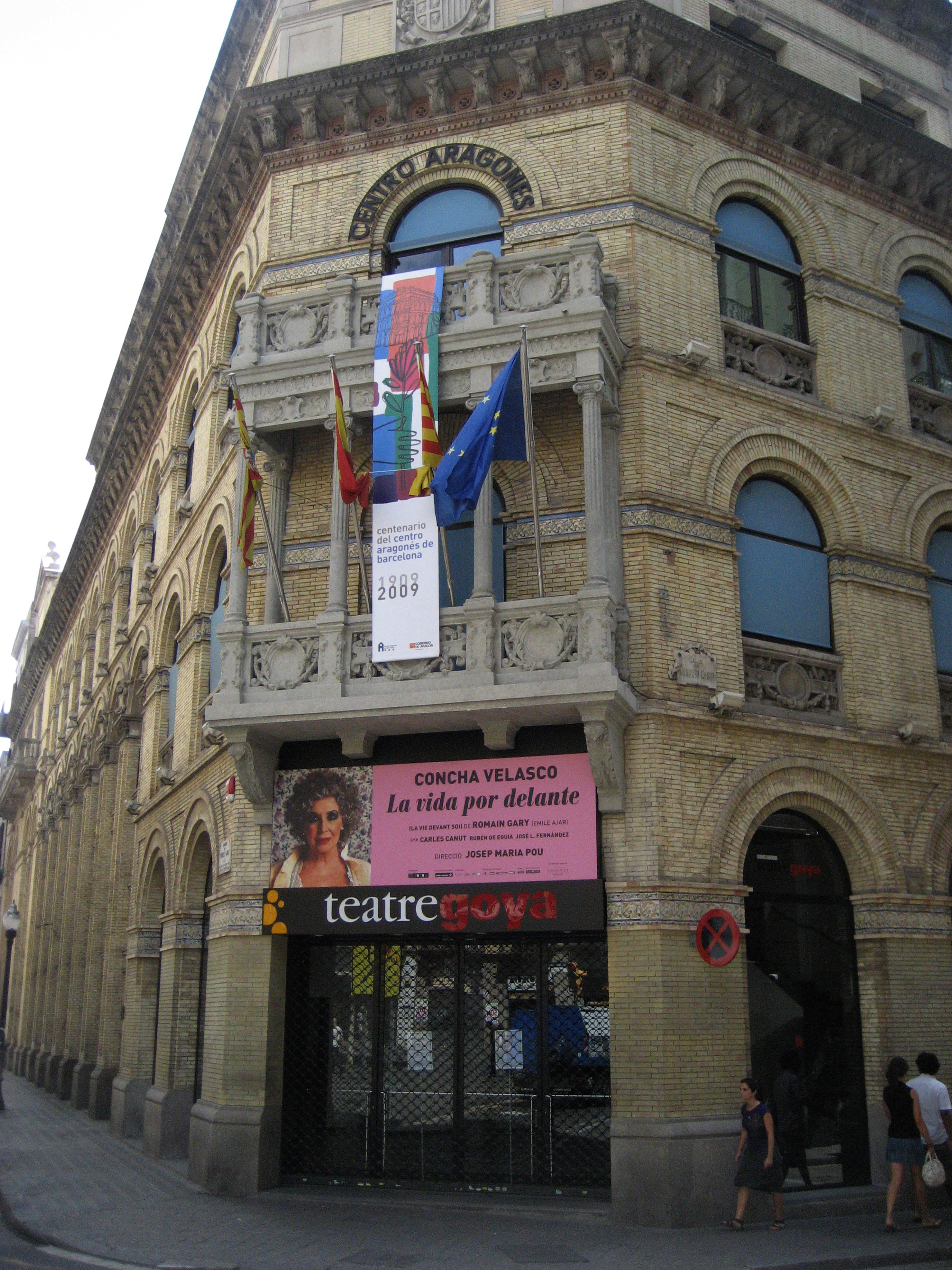
Fachada del Teatro Goya de Barcelona (agosto de 2009)

El edificio, sede del Centro Aragonés de Barcelona, fue proyectado por Miguel Ángel Navarro Pérez. 
Empezado en 1914, las fachadas de ladrillo visto y decoraciones cerámicas, tienen un estilo inspirado en el mudéjar aragonés del Renacimiento.

El edificio recibió una mención al concurso anual de edificios artísticos del Ayuntamiento de Barcelona a la edición de 1917.
La sala tenía cabida para 1.500 butacas en 1916, con platea, palcos y dos pisos en herradura. En 1986 fue reformado, reduciendo la capacidad a 716 asientos. 
Después de la reforma de 2008, tiene cabida para 520 espectadores en una grada inclinada y palcos laterales.